# Tetragnatha sobrina
Tetragnatha sobrina är en spindelart som beskrevs av Simon 1900. Tetragnatha sobrina ingår i släktet sträckkäkspindlar, och familjen käkspindlar. Inga underarter finns listade i Catalogue of Life.